# Cadre analytique de la gouvernance
Le cadre analytique de la gouvernance est une méthode destinée à comprendre des situations de « gouvernance », lorsque les processus collectifs déterminent des solutions à des problèmes de nature publique et produisent des normes ou des institutions sociales ,. 

## Historique
Le « Cadre analytique de la gouvernance » résulte des travaux entrepris par un réseau de recherche et d'une réflexion sur les diverses approches de la gouvernance. Une première phase des travaux a démontré que les diverses approches de la gouvernance, que ce soit la gouvernance d'entreprise, la Gouvernance mondiale ou globale, la « bonne gouvernance », ou la « nouvelle gouvernance », ne répondaient pas à certains critères de qualité scientifique (objet et méthode distinctes ; cohérence interne ; valeur ajoutée ; observabilité empirique). Surtout, les discours associés à ces approches confondaient approches analytiques (description et analyse de ce qui existe), normatives (ce qui devrait exister) et prescriptives (recommandations visant le changement social). 
Comment transformer un terme vague, une « notion controversée » en un concept doté d'un objet et d'une méthode respectant ces critères? Tel était le point de départ de ce programme de recherche.
La réponse est la formulation d'un cadre analytique à la base de nombreuses recherches empirique et de développement théoriques.

## Définition
La gouvernance, comme objet, représente une catégorie de faits sociaux. Elle se réfère aux processus collectifs, formels et informels, qui déterminent, dans une société donnée, la manière dont les décisions sont prises et les normes ou institutions élaborées relativement aux affaires publiques. 

## Postulats
Dans toute société, qu’elle soit locale, nationale ou internationale, et à toute époque, on peut observer un ou des processus de gouvernance. Toute société élabore ses propres processus et modèles de gouvernance, ses propres systèmes de prise de décision ou de résolution des conflits entre ses membres, ses normes et institutions.
La gouvernance n’est donc pas un « modèle » spécifique qu’il est « souhaitable d’encourager » et il ne peut y avoir plus ou moins de gouvernance.
Il ne s’agit pas d’un concept normatif ou prescriptif. La gouvernance est un fait social, « est ». Elle n’est ni bonne ni mauvaise a priori, mais dotée de caractéristiques analysables et interprétables.  
La méthode servant à l'analyser est réaliste, interdisciplinaire, comparative, généralisable, réflexive et opérationnelle.
Réaliste : elle décrit les faits tels qu'ils sont et non tels qu'ils devraient être.
Interdisciplinaire : elle examine des situations concrètes sans les fragmenter entre disciplines.
Comparative : elle suppose qu'il existe plusieurs modèles de gouvernance dont les caractéristiques peuvent être comparées.
Généralisable : cette méthode est applicable à des nombreuses situations.
Réflexive : la personne qui utilise la méthode prend part à la définition du problème et s'observe donc elle-même.
Opérationnelle : elle peut être utilisée en vue de l'action dans des situations concrètes.

## Les outils
Le cadre analytique proposé est composé de cinq éléments : les problèmes ou enjeux, les acteurs, les points nodaux, les normes et les processus.

### Le problème ou l'enjeu
De manière générale, le CAG sert à analyser les situations dans lesquelles un « problème » est l’objet d’un processus de gouvernance. Il peut s’agir de l’accès inégal à la santé publique, de la déforestation dans une zone protégée, ou toute situation où l’interaction des acteurs qui produit un résultat inférieur au résultat escompté. 
La première étape et catégorie analytique du CAG est donc de comprendre et de définir clairement le problème ou l’enjeu. 
Cette étape repose sur l’hypothèse selon laquelle tout problème est une construction sociale. L’enjeu peut être totalement différent pour chaque acteur impliqué dans un processus de gouvernance. Il est donc nécessaire de déconstruire et reconstruire l'enjeu. 

### Les acteurs
Les acteurs sont des individus ou des groupes. Leur action collective entraîne la formulation de normes (ou de règles du jeu) qui orientent le comportement des acteurs et sont à leur tour modifiées par l’action collective.
Toutes les "parties prenantes" (individus ou groupes) sont intégrées à l’analyse, qu’elles soient « formelles ou informelles » (reconnues ou non par la loi ou les autorités), ceci sans préjugés. Les réseaux sociaux font ainsi partie intégrante de la réalité de chaque société organisée. Tous les acteurs n’ont cependant pas la même influence dans un processus de gouvernance, qui dépend des ressources dont ils disposent, de leur volonté et de leur capacité de les mobiliser, ceci en interaction avec les autres acteurs.

### Les points nodaux
On entend par points nodaux, en référence aux lieux où convergent des rails de chemin de fer, les espaces physiques (par exemple une table de négociation, le conseil communal, etc.) ou virtuels (par exemple une conférence par internet), où convergent divers problèmes, trajectoires d’acteurs, processus (temps et espace), et où des décisions sont prises, des accords sont conclus et des normes sociales sont élaborées. Le « point nodal » est un espace d’observation où se croisent des projets, de cultures, des visions et des intérêts distincts, portés par les acteurs qui y participent.

### Les normes
Les normes (généralement définies comme reflétant les attentes collectives pour ce qui est considéré comme un comportement approprié dans une société donnée) doivent être considérées ici d’un point de vue sociologique. Elles peuvent être légales (inscrites dans le droit positif de l’État-Nation), formelles (reconnues par les autorités de la société étudiée) ou informelles (produites par la pratique des acteurs).
Les normes sociales constituent un enjeu majeur, à savoir, en premier lieu les règles du jeu, et en second lieu, les règles permettant de déterminer qui définit les règles et comment. Les normes orientent le comportement des acteurs et sont modifiées par l’action collective, comme le souligne l’économie institutionnelle "classique". Les normes s’appuient sur des valeurs ou des croyances et incluent une prescription et des sanctions positives ou négatives. Elles peuvent influencer le comportement de l’acteur et sont modifiées par l’action collective. Lorsque les normes sont récurrentes, elles s'institutionnalisent.

### Les processus
Les processus sont une succession d’états par lesquels passe un système. Ils introduisent l’historicité au sein des modèles de gouvernance. Il est ainsi possible pour un objet donné, ou un point nodal, d’identifier des séquences qui permettent d’évaluer la direction dans laquelle ces processus évoluent et de localiser les facteurs favorables au changement.

### Sites web
- (en) « Pages - Home », sur unibe.ch (consulté le 27 juin 2023)

### Ouvrages et articles
- COMMISSION ON GLOBAL GOVERNANCE, Our Global Neighbourhood, Oxford, Oxford University Press, 1995.
- HERMET G., KAZANCIGIL A. ET PRUD’HOMME J.-F., La gouvernance de la mondialisation. Paris, Presses de Sciences Po, 2005.
- Hufty, M. 2011. Governance: Exploring four approaches and their relevance to research. In: Wiesmann U, Hurni H, et al. editors. Research for Sustainable Development: Foundations, Experiences, and Perspectives. Bern: NCCR North-South / Geographica Bernensia: 165–183.
- Hufty M. 2011. Investigating policy processes: The Governance Analytical Framework (GAF). In: Wiesmann U, Hurni H, et al. editors. Research for Sustainable Development: Foundations, Experiences, and Perspectives. Bern: NCCR North-South / Geographica Bernensia: 403–424.
- HUFTY M., BASCOLO E., BAZZANI R., "Gobernanza en Salud. Un aporte conceptual y analítico para la investigación", Cadernos de Saúde Pública / Reports in Public Health, 22(x) Agosto de 2006 : 109-118.
- HUFTY, M. et al., Jeux de gouvernance : Regards et réflexions sur un concept, Karthala/IUED, coll. DéveloppementS, 2007.
- HUFTY, M., « La gouvernance est-elle un concept opérationnel ? Proposition pour un cadre analytique », soumis à Fédéralisme-Régionalisme, Université de Liège, Vol. 7 (2). Open access journal
- KOOIMAN J. (ed.), Modern Governance : New Government-Society Interactions, London, Sage, 1993.
- OECD, OECD Principles of Corporate Governance, Paris, 2004.
- PIERRE J. & PETERS B.G., Governance, Politics and the State, New York, St. Martin’s Press, 2000.
- RHODES R.A.W., Understanding Governance : Policy Networks, Governance, Reflexivity and Accountability, Philadelphia, Open University Press, 1996.
- PRATS J., Gobernabilidad democrática para el desarrollo humano. Marco conceptual y analítico. Inter-American Development Bank, 2001.
- SMOUTS M.-C., "Du bon usage de la gouvernance en relations internationales", Revue internationale des sciences sociales, 1998, nº 155, p. 85-94.